# Municipio de Highland (condado de Guthrie)
El municipio de Highland (en inglés: Highland Township) es un municipio ubicado en el condado de Guthrie en el estado estadounidense de Iowa. En el año 2010 tenía una población de 670 habitantes y una densidad poblacional de 7,27 personas por km².

## Geografía
El municipio de Highland se encuentra ubicado en las coordenadas 41°49′37″N 94°33′59″O / 41.82694, -94.56639. Según la Oficina del Censo de los Estados Unidos, el municipio tiene una superficie total de 92.21 km², de la cual 92,11 km² corresponden a tierra firme y (0,11 %) 0,1 km² es agua.

## Demografía
Según el censo de 2010, había 670 personas residiendo en el municipio de Highland. La densidad de población era de 7,27 hab./km². De los 670 habitantes, el municipio de Highland estaba compuesto por el 98,51 % blancos, el 0,15 % eran afroamericanos, el 0,3 % eran amerindios, el 0,3 % eran asiáticos y el 0,75 % eran de una mezcla de razas. Del total de la población el 0,75 % eran hispanos o latinos de cualquier raza.